# Warenhaus Ury

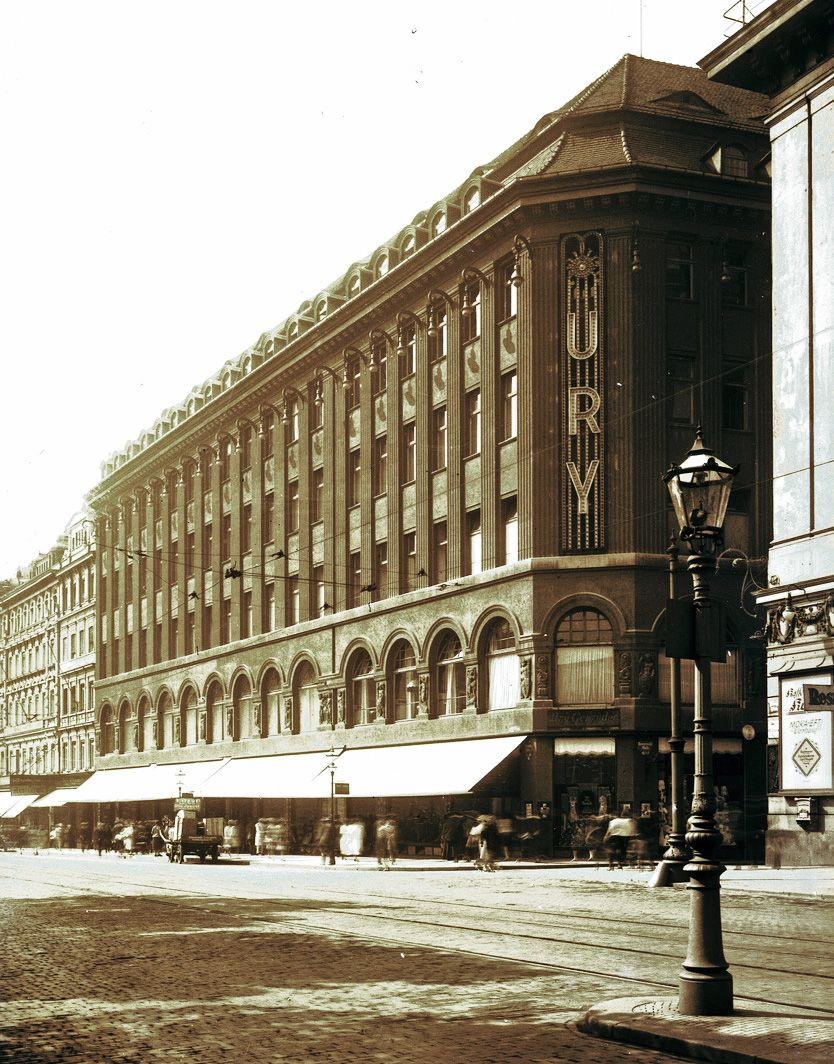
Warenhaus Ury, um 1920

Das Warenhaus Ury (offiziell Warenhaus Ury Gebrüder) war eine Einrichtung in Leipzig, die von 1896 bis 1941 bestand. Das Warenhaus, gegründet von dem jüdischen Brüderpaar Moritz und Julius Ury, wurde eine der führenden Einkaufstätten der Stadt. Das Gebäude wurde im Zweiten Weltkrieg zerstört.

## Lage und Beschreibung
Das Warenhaus Ury lag zentrumsnah an der Westseite des Königsplatzes, des heutigen Wilhelm-Leuschner-Platzes, und hatte die Hausnummer 15/16. Es grenzte rechts an die Nonnenmühlgasse.
Das fünfgeschossige Gebäude war im Reformstil errichtet. Über der Schaufensterzone im Erdgeschoss erhob sich die erste Etage mit breiten Rundbogenfenstern und Bauschmuck dazwischen. Die übrigen Etagen hatten schmalere Fenster mit neunzehn Achsen zum Platz und neun zur Nonnenmühlgasse. Die Fensterzwischenräume traten als flache kannelierte Lisenen leicht hervor und trugen alle am oberen Ende eine Bogenlampe. Über dem doppelten Traufgesims erhob sich ein gestuftes Walmdach mit einer Reihe Bogendachgauben und einer Reihe Fledermausgauben darüber.
Die Geschosseinteilung war wie folgt: Im Erd- und ersten Obergeschoss wurden Textilien angeboten, im zweiten Kinder- und Lederwaren, im dritten Glas- und Emaillewaren und im vierten Lebensmittel.

## Geschichte
Die in Birnbaum in der Provinz Posen geborenen Brüder Moritz (1872–1939) und Julius Ury (1873–1940) kamen 1896 aus dem elsässischen Mülhausen nach Leipzig. Beide hatten nach einer kaufmännischen Ausbildung bereits Berufserfahrung und eröffneten am 4. März 1896 im Erdgeschoss des Café Royal (Königsplatz 15) ihr Warenhaus, das erste mit einem solchen Namen in der Stadt. Ihr Motto „Kleine Preise bei großer Auswahl und zuvorkommender Bedienung“ kam an, und 1906 konnte die Verkaufsfläche vergrößert werden.
1914 erhielt der Leipziger Architekt Emil Franz Hänsel (1870–1943) den Auftrag zur Errichtung des oben beschriebenen Gebäudes durch Umbau und Erweiterung unter Einbeziehung des inzwischen erworbenen Nachbargrundstücks (Hotel „Münchner Hof“). Dabei wurde die Grundstruktur der Front des Stammhauses beibehalten, der Beginn des Nachbargrundstücks aber durch zwei benachbarte Lisenen kenntlich gemacht.

Historische Ansichten des Hauses
Anfang im Erdgeschoss (um 1900)
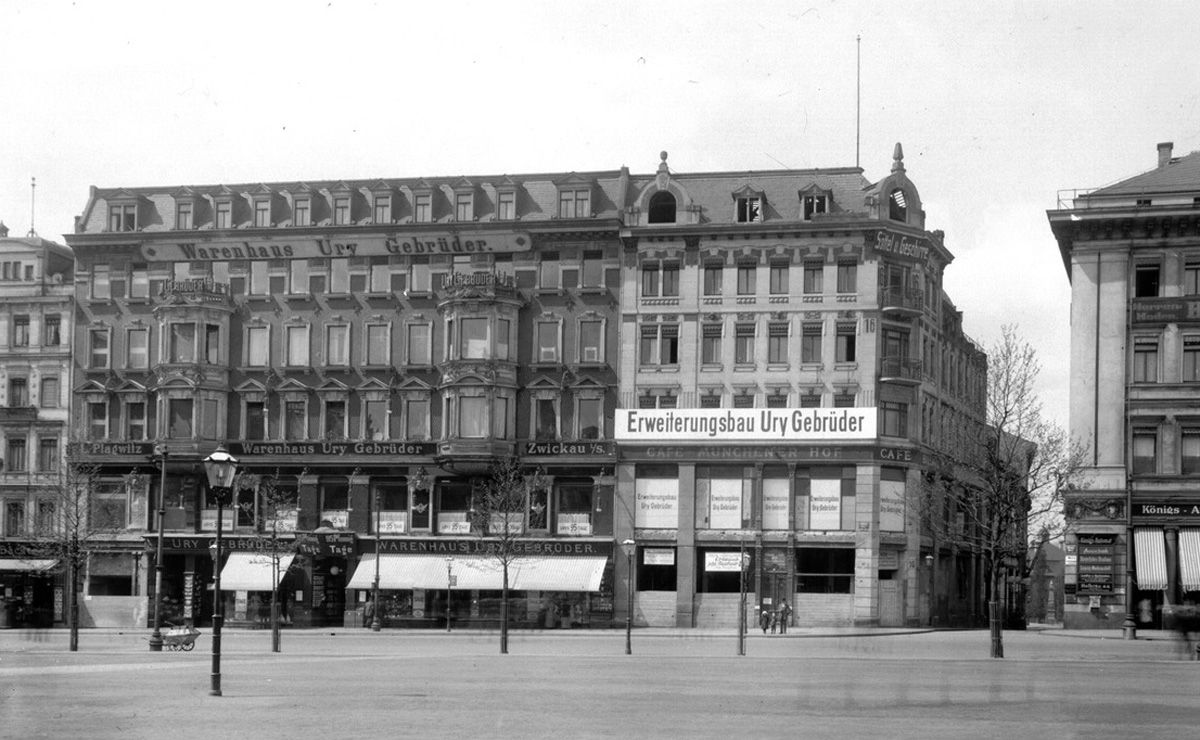
Vor dem Umbau (um 1914)
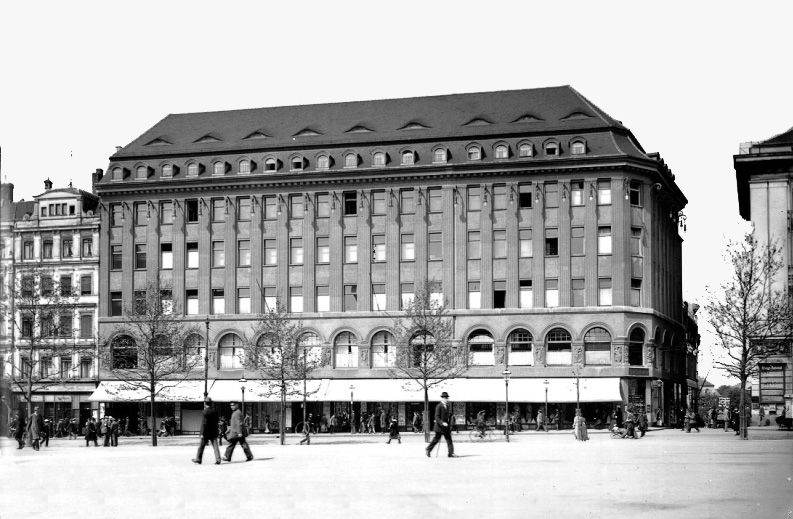
Das Warenhaus 1918
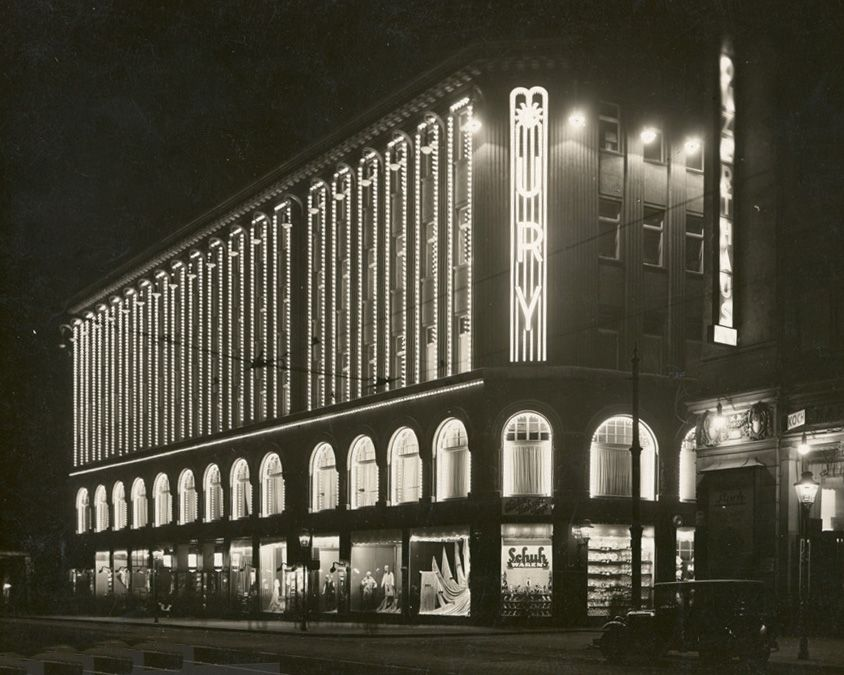
Lichtwoche 1928

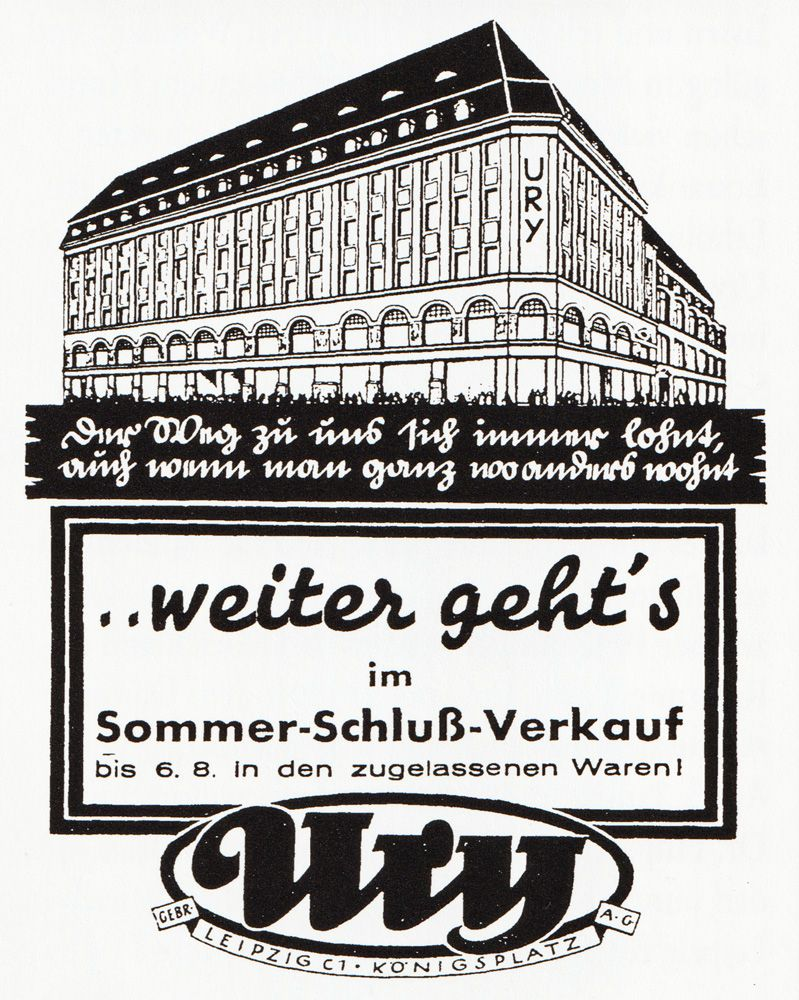
Ury-Werbung um 1930
(Text: Der Weg zu uns sich immer lohnt, auch wenn man ganz woanders wohnt)

1924 hatte das Unternehmen 400 Mitarbeiter bei sozial gesicherten Arbeitsbedingungen: drei Wochen bezahlter Jahresurlaub, Treueprämien, für jedes neugeborene Kind eines Betriebsangehörigen ein Sparbuch mit 100 Reichsmark Startkapital und eine Stiftung zugunsten in Not geratener Angestellter.
1928 wurde das Unternehmen eine Aktiengesellschaft mit weiteren Häusern in Sachsen, Thüringen und dem heutigen Sachsen-Anhalt umgewandelt. Im Zuge der Arisierung durch die Nationalsozialisten verdrängte man Julius und Moritz Ury sowie dessen Sohn Walter als Gesellschafter und Geschäftsleiter aus den Vorständen des Unternehmens. Moritz Ury und seine Frau Selma Ury (geb. Bamberger), die in der Villa Seemann, Wächterstraße 32 im Musikviertel gewohnt hatten, emigrierten 1937 in die Schweiz. Beim Novemberpogrom in Leipzig wurde 1938 auch am Ury-Warenhaus Feuer gelegt. Julius Ury ging von Berlin aus nach Frankreich. Beide Brüder starben in den Jahren bis 1940. Das Unternehmen wurde bis 1941 liquidiert, das Leipziger Warenhaus zum Reichsmessetextilhaus umgestaltet.
Beim Bombenangriff auf Leipzig am 4. Dezember 1943 wurde das Warenhaus am Königsplatz zerstört und nach Beseitigung der Trümmer der Platz bis 2023 nicht wieder bebaut. In diesem Jahr wurde die Baugenehmigung für den Gebäudekomplex „Urbanum 1“ auf diesem Grundstück erteilt, der Büroflächen, Wohnungen und Einzelhandelseinrichtungen enthalten soll. Der Baustart war für 2024 vorgesehen. Ende September 2024 beantragte der Bauentwickler AOC ein Insolvenzverfahren in Eigenverwaltung.

## Das Zwickauer Ury-Kaufhaus als Keimzelle des Schocken-Konzerns
Die Gebrüder Ury hatten ein weiteres Kaufhaus in Zwickau. Am 18. März 1901 wurde Simon Schocken, wie die Gebrüder Ury aus der Provinz Posen stammend, persönlich haftender Gesellschafter des Ury-Kaufhauses in Zwickau. 1906 wurde das Kaufhaus der Gebrüder Ury von Simon Schocken, dem späteren Schwiegersohn von Moritz Ury, in Alleinregie übernommen. Zusammen mit seinem Bruder Salman entwickelte Simon daraus einen der fünf größten Warenhaus-Konzerne der Weimarer Republik.